# 10. avgust
10. avgust je 222. dan leta (223. v prestopnih letih) v gregorijanskem koledarju. Ostaja še 143 dni.

## Dogodki
- 612 pr. n. št. – ubit asirski kralj Sin-šar-iškun, uničena prestolnica Ninive
- 955 – Oton I. Veliki v bitki pri Lechfeldu premaga Madžare
- 1492 – Rodrigo Borgia postane papež Aleksander VI.
- 1519 – Ferdinand Magellan odpluje na plovbo okoli sveta
- 1583 – s Pljusskmi sporazumom se konča livonska vojna
- 1675 – položen temeljni kamen za Kraljevi observatorij Greenwich v Londonu
- 1680 – pripadniki plemena Pueblo se uprejo Špancem
- 1792 – v Parizu požgana Tuilerijska palača in aretiran kralj Ludvik XVI. Francoski
- 1793 – uradno odprtje muzeja Louvre v Parizu
- 1809 – Ekvador razglasi neodvisnost
- 1821 – Missouri postane 24. ameriška zvezna država
- 1842 – v Združenem kraljestvu sprejet zakon, ki ženskam in otrokom do 10 let prepove delo v rudnikih
- 1846 – ustanovljen Smithsonian Institution
- 1856 – orkan v Louisiani ubije približno 400 ljudi
- 1877 – Asaph Hall odkrije Marsovo luno Deimos
- 1893 – v Augsburgu Rudolf Diesel prvič predstavi svoj dizelski motor
- 1896 – odprta planinska koča na Kredarici pod Triglavom
- 1897 – Felix Hoffmann odkrije aspirin
- 1914 – pri vasi Srpenica ustrelijo nemško grofico Lucy Christalnigg, prva žrtev prve svetovne vojne v Sloveniji
- 1913 – z Bukareštanskim mirom se konča druga balkanska vojna
- 1915 – konec druge soške ofenzive (začetek 17. julija 1915)
- 1918 – ustanovljena je 1. ameriška armada pod Pershingom
- 1920 – s podpisom mirovne pogodbe v Sèvresu si antantne sile razdelijo Otomanski imperij
- 1936 – španska državljanska vojna; začetek dvodnevne bitke za Mérido
- 1944:
  - Francoske svobodne sile osvobodijo Alençon
  - železničarska stavka v Parizu
  - ameriške sile na Guamu premagajo še zadnje japonske enote
- 1945 – japonska vlada se prične pogajati za mir
- 1961 – Združeno kraljestvo zaprosi za članstvo v Evropski gospodarski skupnosti (današnji Evropski uniji)
- 1988 – Ronald Reagan podpiše odlok, s katerim Američani japonskega izvora dobijo odškodnine za internacijo v času 2. svetovne vojne
- 1990 – Magellan se vtiri v orbito okrog Venere
- 2005 – po šestih dneh »bivakiranja« v snežni luknji na Nanga Parbatu je Tomaža Humarja rešil pakistanski vojaški helikopter
- 2010 – otvoritev dvorane Arena Stožice

## Rojstva
- 787 – Albumazar, perzijski astrolog († 886)
- 1296 – Ivan Češki, češki kralj († 1346)
- 1360 – Francesco Zabarella, italijanski kardinal in kanonik († 1417)
- 1397 – Albreht II. Nemški, sveto rimski cesar († 1439)
- 1556 – Philipp Nicolai, nemški luteranski duhovnik in pesnik († 1608)
- 1740 – John Frere, angleški arheolog († 1807)
- 1800 – Otto August Rosenberger, nemški astronom († 1890)
- 1810 – Camillo Cavour, italijanski državnik († 1861)
- 1821 – Jay Cooke, ameriški finančnik († 1905)
- 1825 – István Türr, madžarski general, revolucionar, arhitekt († 1908)
- 1827 – Lovro Toman, slovenski politik († 1870)
- 1845 – Abaj Kunanbajev, kazahstanski pesnik, skladatelj, filozof († 1904)
- 1859 – Georg Alexander Pick, avstrijski matematik († 1942)
- 1865 – Aleksander Konstantinovič Glazunov, ruski skladatelj († 1936)
- 1872 – Bill Johnson, ameriški jazzovski glasbenik († 1972)
- 1873 – Fran Eller, slovenski pesnik († 1956)
- 1874 – Herbert Clark Hoover, ameriški predsednik († 1964)
- 1880 – Robert Lee Thornton, ameriški poslovnež, človekoljub († 1964)
- 1883 – Fernando Cento, italijanski kardinal († 1973)
- 1893 – Lovro Kuhar - Prežihov Voranc, slovenski pisatelj († 1950)
- 1895 – Miahil Mihajlovič Zoščenko, ruski pisatelj († 1958)
- 1900 – Arthur Espie Porritt, novozelandski general, politik, zdravnik († 1994)
- 1910 – Gordon Joseph Gray, škotski kardinal († 1993)
- 1912 – Jorge Amado de Faria, brazilski pisatelj († 2001)
- 1913 – Wolfgang Paul, nemški fizik, nobelovec 1989 († 1993)
- 1924 – Jean-François Lyotard, francoski filozof in literarni teoretik († 1998)
- 1928 – Leopold Suhodolčan, slovenski pisatelj († 1980)
- 1947 – Ian Anderson, škotski rock pevec, flavtist, kitarist
- 1960 – Antonio Banderas, španski filmski igralec
- 1965 – John Levell Starks, ameriški košarkar
- 1967 – Riddick Bowe, ameriški boksar
- 1973 – Javier Zanetti, argentinski nogometaš
- 1982 –

- Devon Aoki, ameriška igralka in fotomodel
- Shaun Murphy, angleški igralec snookerja

## Smrti
- 612 pr. n. št. – Sin-šar-iškun, asirski kralj
- 794 – Fastrada, frankovska kraljica, tretja (ali četrta) žena Karla Velikega (* okoli 765)
- 1002 – Al-Mansur, vojskovodja Kordovskega kalifata in regent (* 939)
- 1051 – Drogo Hautevillski, italonormanski grof Apulije (* 1010)
- 1202 – Ulrik II. Spanheimski, koroški vojvoda (* 1176)
- 1241 – Eleanora Bretonska, angleška ujetnica, titularna dedinja Bretanije in grofica Richmond (* 1184)
- 1250 – Erik IV., danski kralj  (* 1216)
- 1284 – Ahmed Tekuder, kan Ilkanata
- 1316 – Felim O'Connor, irski kralj Connachta (* 1293)
- 1346 – Filip II., francoski plemič, grof Auvergne in Boulogne (* 1323)
- 1410 – Ludvik II., burbonski vojvoda (* 1337)
- 1653 – Maarten Harpertszoon Tromp, nizozemski admiral (* 1598)
- 1655 – Alfonso de la Cueva-Benavides y Mendoza-Carrillo, španski kardinal (* 1572)
- 1806 – Michael Haydn, avstrijski skladatelj (* 1737)
- 1821 – Salvatore Viganò, italijanski plesalec, koreograf (* 1769)
- 1875 – Karl Andree, nemški geograf (* 1808)
- 1883 – Bernhard von Wüllerstorf-Urbair, avstrijski častnik, politik (* 1816)
- 1896 – Otto Lilienthal, nemški inženir (* 1848)
- 1910 – Joe Gans, ameriški boksar (* 1874)
- 1912 – Anton Stres, slovenski učitelj in pisatelj (* 1871)
- 1913 – Vihtori Peltonen - Johannes Linnankoski, finski pisatelj (* 1869)
- 1914 – Lucy Christalnigg, nemška plemkinja, grofica, dirkalna voznica in odbornica Rdečega križa (* 1872)
- 1843 – Jakob Friedrich Fries, nemški filozof (* 1773)
- 1945 – Robert Hutchings Goddard, ameriški profesor, fizik, izumitelj in raketni inženir (* 1882)
- 1960 – Frank Lloyd, ameriški filmski režiser, producent in scenarist (* 1886)
- 1966 – Felix Andries Vening Meinesz, nizozemski geodet, geofizik (* 1887)
- 1969 – Tone Seliškar, slovenski pesnik, pisatelj, prevajalec (* 1900)
- 1971 – Federico Callori di Vignale, italijanski kardinal (* 1890)
- 1972 – France Stelé, slovenski umetnostni zgodovinar (* 1886)
- 1980 – Aga Mohamed Jahja Khan, pakistanski predsednik (* 1917)
- 1997 – Conlon Nancarrow, ameriško-mehiški skladatelj (* 1912)
- 2002 – Kristen Nygaard, norveški matematik, računalnikar, politik (* 1926)
- 2010 – Antonio Pettigrew, ameriški atlet (* 1967)
- 2013 – Eydie Gormé, ameriška pevka (* 1928)
- 2014 – Nino Robič, slovensko-hrvaški pevec zabavne glasbe (* 1931)

## Prazniki in obredi
- mednarodni dan biodizla